# Mežgor'e
Mežgor'e è una città della Russia europea centro-orientale (Repubblica Autonoma della Baschiria). Sorge nel territorio del Parco Nazionale degli Urali meridionali, a breve distanza dalla città di Beloreck, circa 200 km ad est della capitale Ufa.
È una delle città chiuse della Federazione Russa; si compone dei due distinti insediamenti urbani di Tatly (detta anche Beloreck-15) e Solnečnyj (detta Beloreck-16 e precedentemente conosciuta come Kuz"elga).